# Port-of-Spain
Port-of-Spain er hovedstaden i Trinidad og Tobago og landets tredjestørste kommune. Den er beliggende på nordvestkysten af øen Trinidad.

## Historie
Port of Spain voksede i størrelse og vigtighed gennem det 19. århundrede og det tidlige 20. århundrede. Befolkningsmæssigt toppede den i størrelse i 1960'erne med omkring 100.000 indbyggere. Siden da er populationen inden for byens grænser stagneret og derefter faldet. Dette skyldes at den centrale bydel er blevet mere og mere kommerciel og forstæderne i dalene nord, vest og nord-øst for byen er voksede. Herunder følger et skema over populationen i forrige århundrede.
| 1901   | 1946   | 1960   | 1970   | 1988   | 2000   |
| ------ | ------ | ------ | ------ | ------ | ------ |
| 54.100 | 92.793 | 93.954 | 73.950 | 59.200 | 49.031 |

Fra 1958 til 1962 var byen hovedstad for den kortvarende Vestindiske Føderation. Der var tale om at gøre Chaguaramas til hovedstad, men Port-of-Spain bevarede dog denne status gennem hele føderationens levetid.

## Økonomi
Byen er primært et administrativt center. Den fungerer også som et finansielt servicecenter og er hjemstad for to af de største banker i det engelsktalende Caribien. Asfalt- og kakaoeksport har stor betydning for landets økonomi.

## Kultur
Byen har et årligt karneval. Karnevalet foregår om sommeren, og derfor tiltrækker en masse turister til.  Disse turister tager dette karneval som en turistattraktion i byen.